# Championnat d'Irak de football 1985-1986
Navigation
Saison précédente Saison suivante
La saison 1985-1986 du Championnat d'Irak de football est la douzième édition de la première division en Irak, l' Iraqi Premier League. Elle regroupe, sous forme d'une poule unique, les seize meilleures équipes du pays qui se rencontrent une seule fois. En fin de saison, les six derniers du classement disputent un barrage de promotion-relégation avec les deux meilleures formations de deuxième division pour déterminer les deux équipes qui accèdent ou se maintiennent parmi l'élite, afin deréduite le championnat à 12 clubs.
C'est le Talaba SC qui remporte le championnat cette saison après avoir terminé en tête du classement final, avec deux points d'avance sur Al Rasheed et trois sur Al Tayaran Bagdad. C'est le troisième titre de champion d'Irak de l'histoire du club, après ceux remportés en 1981 et 1982.

## Les clubs participants
| - Al Tayaran Bagdad - Al Sina'a Bagdad - Al Shorta Bagdad - Al-Zawra'a SC - Talaba SC - Al Rasheed - Al Salikh - Promu de D2 - Tijara FC | - Al Shabab Bagdad - Mossoul FC - Wahid Huzairan - Al Nafat Bagdad - Promu de D2 - Al Mina'a Bassora - Al-Amana Bagdad - Al Jaish Bagdad - Salahaddin FC |

## Compétition
Le barème de points servant à établir les classements se décompose ainsi :
- Victoire : 2 points
- Match nul : 1 point
- Défaite : 0 point

### Classement
| Rang | Équipe            | Pts | J  | G  | N | P  | Bp | Bc | Diff |
| ---- | ----------------- | --- | -- | -- | - | -- | -- | -- | ---- |
| 1    | Talaba SC         | 25  | 15 | 11 | 3 | 1  | 26 | 8  | +18  |
| 2    | Al RasheedC3      | 23  | 15 | 11 | 1 | 3  | 24 | 10 | +14  |
| 3    | Al Tayaran Bagdad | 22  | 15 | 9  | 4 | 2  | 22 | 11 | +11  |
| 4    | Al Shabab Bagdad  | 20  | 15 | 7  | 6 | 2  | 17 | 11 | +6   |
| 5    | Al Jaish Bagdad   | 18  | 15 | 8  | 2 | 5  | 17 | 10 | +7   |
| 6    | Al Shorta Bagdad  | 18  | 15 | 5  | 8 | 2  | 15 | 12 | +3   |
| 7    | Salahaddin FC     | 17  | 15 | 4  | 9 | 2  | 14 | 13 | +1   |
| 8    | Mossoul FC        | 16  | 15 | 5  | 6 | 4  | 11 | 14 | -3   |
| 9    | Al-Zawra'a SC     | 13  | 15 | 5  | 3 | 7  | 25 | 15 | +10  |
| 10   | Al Sina'a Bagdad  | 13  | 15 | 3  | 7 | 5  | 11 | 11 | 0    |
| 11   | Al SalikhP        | 12  | 15 | 3  | 6 | 6  | 13 | 14 | -1   |
| 12   | Al-Amana Bagdad   | 12  | 15 | 3  | 6 | 6  | 15 | 22 | -7   |
| 13   | Wahid Huzairan    | 11  | 15 | 2  | 7 | 6  | 12 | 32 | -20  |
| 14   | Al Mina'a Bassora | 9   | 15 | 3  | 3 | 9  | 12 | 22 | -10  |
| 15   | Al Nafat BagdadP  | 7   | 15 | 1  | 5 | 9  | 8  | 21 | -13  |
| 16   | Tijara FC         | 4   | 15 | 1  | 2 | 12 | 7  | 33 | -26  |

|  | Qualification pour la Coupe d'Asie des clubs champions 1986-1987                       |
|  | Qualification pour la Coupe des clubs champions arabes de football 1987                |
|  | Participation au barrage de promotion-relégation                                       |
|  | P : Promu de D2 C3 : Vainqueur de la Coupe des clubs champions arabes de football 1986 |

### Matchs

#### Barrage de promotion-relégation
Les six derniers du classement et les deux meilleurs clubs de deuxième division s'affrontent en barrage de promotion-relégation. Les résultats complets ne sont pas connus mais on sait que Al Nafat Bagdad se maintient et qu'un des clubs de D2, Bahri FC, est promu.

## Bilan de la saison
| Championnat d'Irak de football 1985-1986          |                                                                      |
| Champion                                          | Talaba SC (3e titre)                                                 |
| Coupes et trophées                                |                                                                      |
| Vainqueur de la Coupe d'Irak 1985-1986            | Non disputée                                                         |
| Qualifications continentales                      |                                                                      |
| Coupe d'Asie des clubs champions 1986-1987        | Talaba SC                                                            |
| Coupe des clubs champions arabes de football 1987 | Al Rasheed (tenant)                                                  |
| Coupe des clubs champions arabes de football 1987 | Al Jaish Bagdad                                                      |
| Promotions et relégations                         |                                                                      |
| Promus en Iraqi Premier League                    | Bahri FC                                                             |
| Relégués en Iraqi Second League                   | Al Salikh Al-Amana Bagdad Wahid Huzairan Al Mina'a Bassora Tijara FC |